# Pinarejos
Pinarejos ist ein Ort und eine Gemeinde (municipio) mit 194 Einwohnern (Stand: 2024) in der zentralspanischen Provinz Segovia in der Autonomen Region Kastilien-León. 

## Lage und Klima
Pinarejos liegt in der kastilischen Meseta in ca. 820 m Höhe ungefähr 39 Kilometer (Fahrtstrecke) nordnordwestlich der Provinzhauptstadt Segovia. Durch die Gemeinde führt die Autovía A-601. Das Klima ist gemäßigt bis warm; Regen (480 mm/Jahr) fällt mit Ausnahme der trockenen Sommermonate übers Jahr verteilt.

## Bevölkerungsentwicklung
| Jahr      | 1970 | 1981 | 1991 | 2001 | 2011 | 2021 |
| Einwohner | 355  | 264  | 242  | 191  | 132  | 175  |

## Sehenswürdigkeiten
- Kirche Mariä Himmelfahrt (Iglesia de Nuestra Señora de la Asunción)

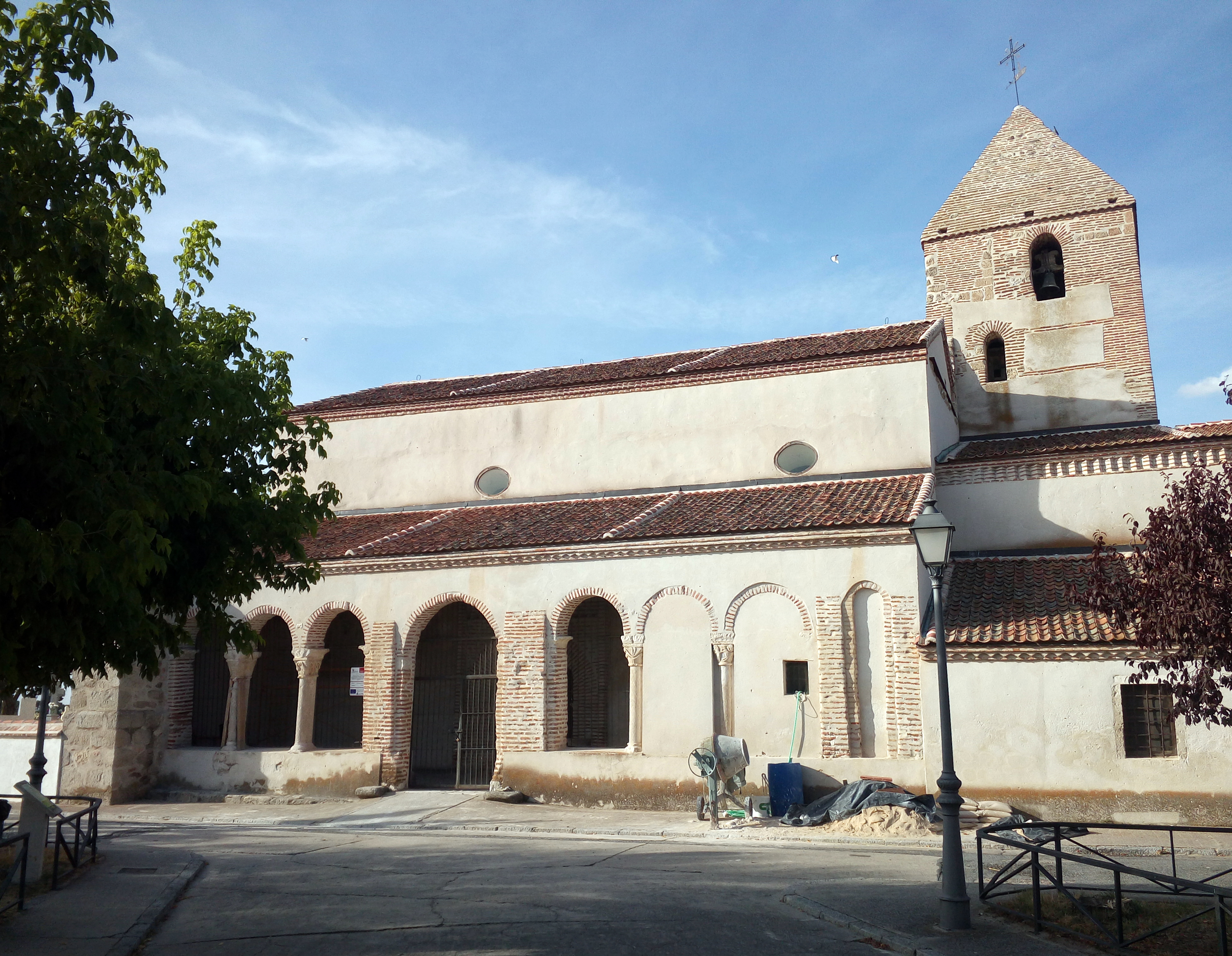
Kirche Mariä Himmelfahrt
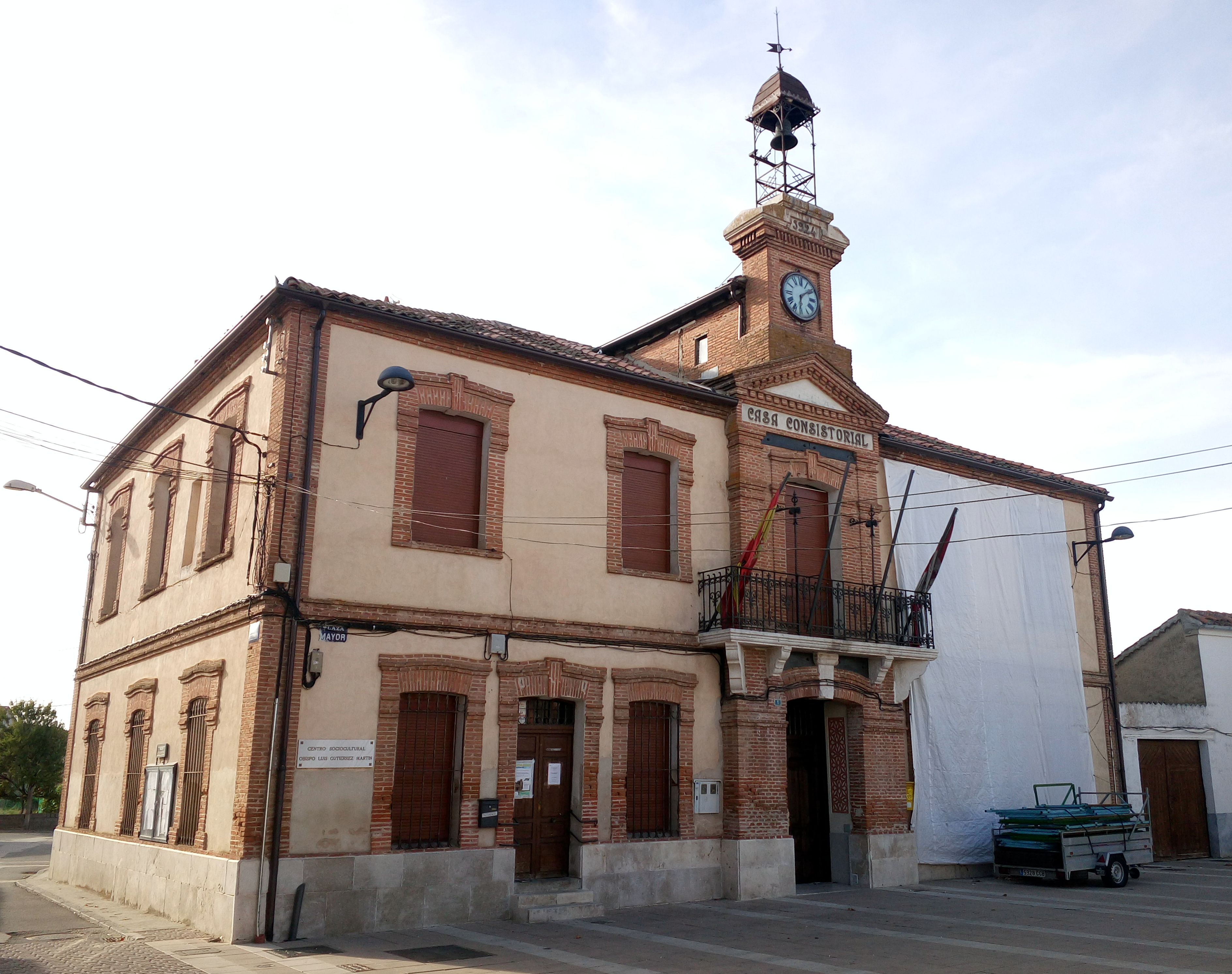
Rathaus